# سيمنز فيلارو
سيمنز فيلارو هي عائلة من القطارات السريعة الكهربائية من صنع شركة سيمنز الألمانية.